# Angélica Lozano

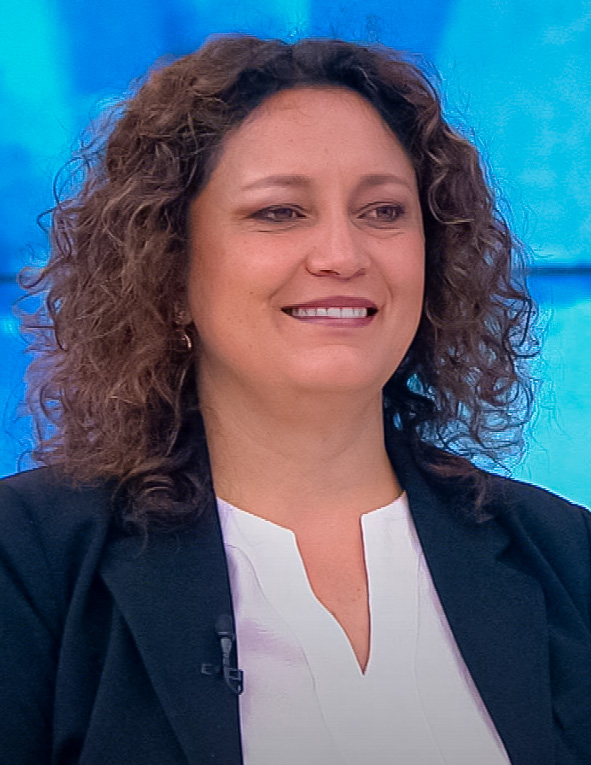
Angélica Lozano, 2015

Angélica Lozano (* 7. Mai 1975 in Bogotá) ist eine kolumbianische Rechtsanwältin und Politikerin des Alianza Verde.

## Leben
Lozano studierte an der Universidad de La Sabana Rechtswissenschaften und ist als Anwältin in Kolumbien tätig. Sie war von September 2005 bis Februar 2008 Bürgermeisterin von Chapinero und wurde 2011 in den Stadtrat von Bogotá gewählt. Sie ist seit 29. Juli 2014 Abgeordnete im Repräsentantenhaus. Als LGBT-Aktivistin ist sie in Bogotá engagiert.